# Steve Currie
Steve Currie (n. 19 mai 1947, d. 28 aprilie 1981) s-a născut în Grimsby, în Nord-vestul comitatului Lincolnshire, Anglia. A fost cunoscut ca basist al trupei engleze de glam rock T. Rex.
Prima formație în care a cântat a fost grupul local de jazz rock "The Rumble Band". S-a alăturat trupei T. Rex ca basist al acesteia la sfârșitul lui 1970 continuând cu formația până în 1976.
Este prezent pe toate hiturile de succes ale lui Bolan de la Ride a White Swan la Laser Love cât și pe albumele Electric Warrior (1971) și Dandy in The Underworld (1977). Stilul său inovativ și sofisticat pentru acea vreme de a cânta la chitara bas se poate vedea în filmul Born to Boogie.
Currie a murit într-un accident de mașină pe 28 aprilie 1981 în timp ce se afla în drum spre casa sa de lângă Vale de Parra, Algarve, Portugalia. Avea 33 de ani, iar moartea sa a survenit la mai puțin de patru ani de cea a vocalistului T. Rex, Marc Bolan, decedat tot în urma unui accident rutier.
1. ↑  „Steve Currie”, Freebase Data Dumps[*] Verificați valoarea |titlelink= (ajutor)